# Aeroplane Flight and Wreck (Piloted by M. Cody)
Aeroplane Flight and Wreck (Piloted by M. Cody) è un cortometraggio del 1910 prodotto dalla Biograph Company.

## Trama
Il signor Cody arriva in calesse, si dirige verso un fienile, apre le porte e tira fuori un grande biplano. Cody controlla il motore mentre un altro avvia l'elica. Quattro uomini spingono il biplano in posizione per il decollo. Cody prende posto indossando dei guanti. Inizia il lungo decollo mentre Cody guida l'aereo attraverso un campo erboso. Si solleva da terra per pochi metri d'altezza e poi ricade a terra.